# Nemertesia hartlaubi
Nemertesia hartlaubi är en nässeldjursart som först beskrevs av James Cunningham Ritchie 1907.  Nemertesia hartlaubi ingår i släktet Nemertesia och familjen Plumulariidae. Inga underarter finns listade i Catalogue of Life.